# Charaxes achaemenes
Charaxes achaemenes es una especie de lepidóptero perteneciente a la familia Nymphalidae. Es originaria de África.
Tiene una envergadura de alas de  55-60 mm en los machos y de 60-70 mm en las hembras. Su periodo de vuelo se extiende a todo el año.
Las larvas se alimentan de  Pterocarpus rotundifolius, Pterocarpus angolensis, Xanthocercis zambesiana, Dalbergia boehmii, Piliostigma thonningii, Pterocarpus erinaceus, Dalbergia nitidula, Brachystegia spiciformis.

## Subespecies
Relación.
- C. a. achaemenes C. & R. Felder, 1867
- C. a. atlantica van Someren, 1970
- C. a. monticola Joicey & Talbot, 1925